# جون هيوز (لاعب هوكي الجليد كندي)
جون هيوز هو لاعب هوكي الجليد كندي، ولد في 18 مارس 1954 في تشارلوت تاون في كندا.

## وصلات خارجية
- جون هيوز (لاعب هوكي الجليد كندي) على موقع دوري الهوكي الوطني (الإنجليزية)
- جون هيوز (لاعب هوكي الجليد كندي) على موقع EliteProspects.com (الإنجليزية)
- جون هيوز (لاعب هوكي الجليد كندي) على موقع HockeyDB.com (الإنجليزية)
- جون هيوز (لاعب هوكي الجليد كندي) على موقع Hockey-Reference.com (الإنجليزية)